# Josef Broda
Josef Broda (* 21. Juli 1829 in Dresden; † 1910 in Sondershausen) war ein deutscher Theaterschauspieler und Sänger.

## Leben und Wirken
Nach dem Schulbesuch nahm er eine Schauspielausbildung auf. Nach erfolgreichem Abschluss war er ab 1854 als Schauspieler tätig, zuletzt von 1884 bis zum Erreichen des Ruhestandes 1894 am Stadttheater Bremen als Schauspieler und Sänger.